# 全国教育系学生ゼミナール
全国教育系学生ゼミナール（ぜんこくきょういくけいがくせいゼミナール）、略称・全教ゼミ（ぜんきょうゼミ）は、将来教員になることを目指す大学生や、教育に興味のある大学生が、全国から集まって教育について学ぶことのできる、学校の垣根を越えた一連の自主ゼミ活動。年に1回、大会を開催する。
全日本学生自治会総連合（全学連）の呼びかけによって、全国医系学生ゼミナール（医ゼミ）、日本農学系学生ゼミナール連合（日農ゼミ）、"人間と性"教育研究協議会学生サークル（性教協ゼミ）などとともに発足。1954年度の第1回大会から始まり、大会には毎回2～4ケタに上る参加者を集めた。2000年度には事前の運営の混乱により大会の開催が断念され、それ以後は大会が行われていないため、1999年度の第45回大会が最後の大会となった。2007年現在、インターネットで調べる限りは全教ゼミの活動は行われていない。

## 理念
「国民のための大学と教育の創造を――すべての教育系学生の広大な統一のなかで――」というテーマが掲げられた時期が数十年続いた。単に教育について学ぶだけでなく、子どもが豊かに成長できる社会を作るための運動としての場でもあり、そのために自らができることの模索や、政府への働きかけが、1980年代まで一貫して引き継がれた。

## 大会の主なプログラム

### 記念講演・特別講演
教育学者や現場の教師を講師に呼んで行う講演会。講師の体験や教育問題の社会的背景が話されることが多い。

### 基調報告
教育現場に起きている問題と、それを取り巻く社会的背景・法律的背景を学生自らの手で調べ上げ、解決への道を提示する資料を基調と呼び、その内容が報告される。基調報告は、大会全体の土台となり、その後の討論の基礎的な材料として用いられる。

### 分科会
教育学の細かい分野（地域教育、教育行財政など）や教科別教育法（国語、数学、理科、社会など）といった多様な種類ごとのグループに分かれ、自分の好きな分野を1つ選んで参加することになる。「動く分科会」として、会場を離れて美術館、科学系博物館、養護学校などを訪問する時間を設けるものもある。

### 分散会
各分野に分かれる点は分科会と似ているが、地域に根ざして活動する先生を講師に招いて体験や考え方を語ってもらうものである。

### 宿舎討論
その日の昼間のプログラムでどんなことがあったか、何を思ったか、普段の生活でどんなことを学び考えているかなどについて、10人前後のグループに分かれてお互いに報告し合い、参加者それぞれの持つ教育観を豊かにしていく。予定終了時刻を過ぎて深夜まで続くこともある。

### 文化のひろば
音楽イベントでは、昭和後半の「うたごえ運動」を支えた団結・平和の歌を、ギター伴奏で全員で歌うことが多い。教育関連書籍の販売・陳列も行われる。

### 交流会
分科会や分散会で離れ離れだった参加者たちが1ヶ所に集まり、食事やゲームを楽しみながら自由に語ることができる。

### 卒ゼミ式
その回の大会をもって大学を卒業する人は「卒ゼミ生」と呼ばれ、一連の全教ゼミ活動の思い出や将来への希望を壇上で発言することができる。最後に記念品が贈られる。

## 運営委員会
大会は4～5日間の日程で行われるが、一朝一夕の準備でできるものではない。開催地の学生が中心となって1年間かけて準備が行われる。準備の経過の報告、各地域の活動の報告、基調の作成とそれによる大会の方向づけの確立を行うために、年に5回程度、全国の学生有志が集まり、会議が行われる。これを運営委員会という。
運営委員会は毎回同じ場所で行われるわけではない。大会の会場を下見してもらうために開催地で開かれることもあれば、過去の大会開催地、次年度の開催候補地で開かれることもあり、また、集まりやすいという理由で東京周辺が選ばれることもある。

## 歴史（過去の大会開催地等）
左から順に、「第何回」「年度」「開催年月日」「メイン会場」「参加学園数」「参加者数」。参加者数は残された資料による。
- 第1回、1954年度、1954.12.17～20、神戸大学、56学園、463名
- 第2回、1955年度、1955.12.18～22、東京学芸大学、82学園、1776名
- 第3回、1956年度、1956.12.19～22、愛知学芸大学（岡崎キャンパス）、68学園、2000名余り
- 第4回、1957年度、1957.12.19～22、群馬大学、60学園、2300名
- 第5回、1958年度、1958.12.22～25、大阪学芸大学、71学園、2500名
- 第6回、1959年度、1959.12.21～24、東京学芸大学、77学園、2600名
- 第7回、1960年度、1960.12.21～24、静岡大学、学園数不明、2300名
- 第8回、1961年度、1961.12.22～25、神戸大学、学園数不明、2000名
- 第9回、1962年度、1962.12.21～24、福島大学、48学園、2300名
- 第10回、1963年度、1963.12.22～25、山口大学、学園数不明、2500名
- 第11回、1964年度、1964.12.21～24、愛知学芸大学（岡崎キャンパス）、学園数不明、3000名
  - この第11回大会は校舎を借りることができなかったため、周辺の公共施設等を行き来しながらの開催となった。
- 第12回、1965年度、1965.12.20～23、信州大学、学園数不明、2400名
- 第13回、1966年度、1966.12.22～25、京都学芸大学、75学園、2700名
- 第14回、1967年度、1967.12.21～25、埼玉大学、学園数不明、2500名
- 第15回、1968年度、1968.12.22～26、奈良学芸大学、77学園、1600名
- 第16回、1969年度、1970.3.6～10、東京学芸大学、111学園、2400名
- 第17回、1970年度、1970.12.18～22、静岡大学、97学園、1930名
- 第18回、1971年度、1972.3.13～17、千葉大学、125学園、2200名
- 第19回、1972年度、1973.3.5～9、京都学芸大学、129学園、2900名
- 第20回、1973年度、1974.3.16～20、金沢大学、120学園、3200名
- 第21回、1974年度、1974.12.23～27、三重大学、98学園、2100名
- 第22回、1975年度、1976.3.8～13、埼玉大学、123学園、2800名
- 第23回、1976年度、1977.3.8～12、東京学芸大学、134学園、3200名
- 第24回、1977年度、1978.3.7～10、香川大学、131学園、2273名
- 第25回、1978年度、1979.3.12～15、京都教育大学、学園数不明、参加者数不明
- 第26回、1979年度、日にち不明、信州大学、学園数不明、数千名
- 第27回、1980年度、日にち不明、東京学芸大学、学園数不明、参加者数不明
- 第28回、1981年度、1982.3.16～19、静岡大学、学園数不明、1500名
- 第29回、1982年度、1983.3.7～10、京都教育大学、105学園、1700名余り
- 第30回、1983年度、1984.3.6〜9、福島大学、学園数不明、1200名
- 第31回、1984年度、1985.3.11〜14、愛知教育大学、学園数不明、参加者数不明
- 第32回、1985年度、日にち不明、開催地不明、学園数不明、参加者数不明
- 第33回、1986年度、1987.3.10～13、奈良教育大学、学園数不明、700名
- 第34回、1987年度、1988.3.15～18、茨城大学（水戸キャンパス）、学園数不明、参加者数不明
- 第35回、1988年度、1989.3.17～20、信州大学、学園数不明、参加者数不明
- 第36回、1989年度、日にち不明、高知大学、学園数不明、400名
- 第37回、1990年度、日にち不明、三重大学、学園数不明、400名
- 第38回、1991年度、日にち不明、宮城教育大学、学園数不明、400名
- （集会）、1992年度、日にち不明、東京学芸大学、学園数不明、200名
- 第39回、1993年度、1994.3.3～7、京都教育大学、学園数不明、400名
- 第40回、1994年度、1995.3.15～19、東京大学（駒場キャンパス）、学園数不明、250名
- 第41回、1995年度、1996.3.10～13、新潟大学（五十嵐キャンパス）、28学園、123名（一説には130名）
- 第42回、1996年度、1997.3.16～19、福岡教育大学、学園数不明、88名
- 第43回、1997年度、1998.3.18～21、愛知教育大学、学園数不明、参加者数不明
- 第44回、1998年度、日にち不明、国立オリンピック記念青少年総合センター、学園数不明、参加者数不明
- 第45回、1999年度、日にち不明、立命館大学（衣笠キャンパス）、学園数不明、114名
- 第46回、2000年度、（中止）、信州大学で開くはずだった

## ブロック活動
全国的なつながりだけでなく、地方ごとのまとまりも重要として、全国を8つに分けた「ブロック」と呼ばれる地域それぞれでの活動も行われた。それぞれのブロックごとに、教育系学生ゼミナール大会をもち、ほかにも年に数回の学習合宿が開かれた。
左から順に、「ブロック名」「ブロック活動の名称」「ブロックの範囲」。
- 北海道ブロック、北海道教育系学生ゼミナール（略称「道ブロ」） - 北海道
- 東北ブロック、東北教育系学生ゼミナール（略称「東北ゼミ」） - 東北地方全域
- 関東ブロック、関東教育系学生ゼミナール（略称「関教ゼミ」） - 関東地方全域＋山梨県
- 東海ブロック、東海教育系学生ゼミナール（略称「東ゼミ」） - 静岡県、愛知県、岐阜県、三重県
- 北信越ブロック、北信越教育系学生ゼミナール（略称「北教ゼミ」） - 新潟県、長野県、富山県、石川県、福井県
- 近畿ブロック、近畿教育系学生ゼミナール（略称「近教ゼミ」） - 近畿地方から三重県を除いた地域
- 中国四国ブロック（略称「中四ブロック」）、中国四国教育系学生ゼミナール（略称「中四ゼミ」） - 中国地方全域、四国地方全域
- 九州ブロック、九州教育系学生ゼミナール（略称「九教ゼミ」） - 九州地方全域（沖縄県を含む）

## OB・OG会
全教ゼミで出会った仲間と、大学を出て社会人になっても交流しようということで、「OB・OG会合宿」（「全教ゼミの同窓会」とも呼ばれる。）として年に2回ほどの集まりを持っている。
全教ゼミのほか、東海ブロックと九州ブロックでもOB・OG会合宿が開かれる。